# Saved from the Vampire
Pour plus de détails, voir Fiche technique et Distribution.
Saved from the Vampire est un film muet américain réalisé par Dell Henderson et sorti le 15 mars 1915 aux États-Unis.

## Fiche technique
- Réalisation : Dell Henderson
- Date de sortie : 15 mars 1915 ( États-Unis)

## Distribution
- Florence Lee : Susan Sims
- Clarence Barr : Son père
- Gus Pixley : Jonas Jazbo
- Dave Morris : Le méchant
- Madge Kirby : Femme de ménage